# ثمدينة
ثمدينة (الاسم العلمي: Anthistiriinae) هي عمارة من النباتات تتبع فصيلة النجيلية من رتبة القبئيات.

## أجناس
- الثمد (الاسم العلمي:Themeda)